# Cantone di Beuvry
Il Cantone di Beuvry è una divisione amministrativa dell'Arrondissement di Béthune.
È stato costituito a seguito della riforma approvata con decreto del 24 febbraio 2014, che ha avuto attuazione dopo le elezioni dipartimentali del 2015.

## Composizione
Comprende i 13 comuni di:
- Beuvry
- La Couture
- Essars
- Fleurbaix
- Hinges
- Laventie
- Locon
- Neuve-Chapelle
- Richebourg
- Sailly-sur-la-Lys
- Verquigneul
- Verquin
- Vieille-Chapelle